# Rozières-sur-Mouzon
Rozières-sur-Mouzon là một xã, nằm ở tỉnh Vosges trong vùng Grand Est của Pháp. Xã này có diện tích 4,78 km², dân số năm 1999 là 96 người. Xã này nằm ở khu vực có độ cao trung bình 333 m trên mực nước biển.

## Biến động dân số
| 1962                                         | 1968 | 1975 | 1982 | 1990 | 1999 |
| -------------------------------------------- | ---- | ---- | ---- | ---- | ---- |
| 167                                          | 185  | 174  | 176  | 121  | 96   |
| Số liệu từ năm 1962: Dân số không tính trùng |      |      |      |      |      |